# Diaka Camara
Pour les articles homonymes, voir Camara.
Diaka Camara née le 13 novembre 1980 à Bruxelles, est une journaliste, animatrice, productrice, activiste et cheffe d’entreprise guinéenne.
Commissaire générale des 72h du Livre 2025. Elle dirige l’agence CBC Worldwide COM & PROD et est animatrice dans l’émission Le Chœur des Femmes sur Canal+.

## Biographie

### Jeunesse et Formation

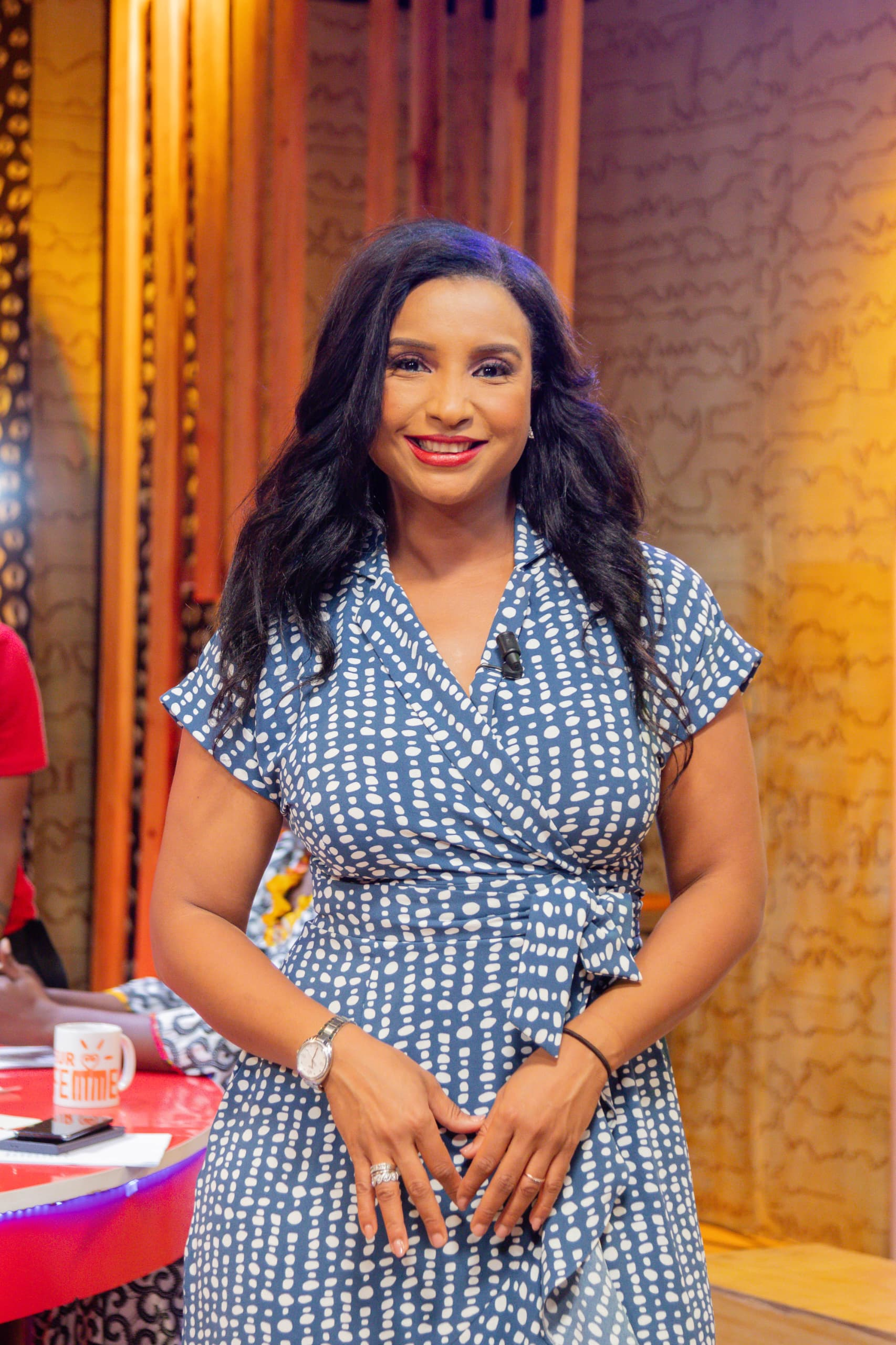

Née à Bruxelles le 13 novembre 1980, Diaka Camara est élevée en Guinée par un père chef d’entreprise et une mère juriste. Issue d’une fratrie de quatre enfants.
Elle effectue sa scolarité au lycée français Albert-Camus de Conakry. Après l’obtention de son brevet d'étude de premier cycle (BEPC) au collège Sainte-Marie, elle s’envole en 1994 au Texas (États-Unis) où elle obtient son Bachelor en communication et journalisme à l’université de Houston en 2006, suivi d'un master en relations publiques à l’Université de Syracuse à New York.
En 2020, elle est sélectionnée pour le Tutu Fellowship de l’Archevêque Desmond Tutu, un programme qui distingue les leaders africains engagés dans le changement.

## Parcours professionnel
En 2010, après un stage à Telemundo TV, puis un emploi de gestionnaire de compte à la Chase Bank, elle quitte les États-Unis pour s’installer à Conakry, motivée par l'envie de lancer une entreprise destinée à la création de contenus audiovisuels Made in Africa.
En 2011, Diaka Camara crée son agence de communication 360° et de production audiovisuelle, CBC Worldwide COM & PROD.
Passionnée de musique, elle se fait connaître auprès du grand public guinéen dès 2011 à travers son émission musicale TOP 10 consacrée à la musique urbaine guinéenne.
En 2014, pour participer à la lutte contre Ebola, Diaka produit, en partenariat avec l’Unicef, le Ministère de la Jeunesse et MTN Guinée, un documentaire éducatif de 26 minutes intitulé 1 sauve 100, dans lequel Diaka Camara part à la rencontre de victimes de l’épidémie à travers le pays.
Elle lance ensuite plusieurs projets audiovisuels majeurs notamment en 2017, Le Mannequin, Émission de téléréalité la première émission de TV-réalité d’Afrique de l’Ouest francophone,, et en 2022, un court-métrage sur les violences basées sur le genre - Brisons le Silence.
En 2019, elle participe à l'émission Fort Boyard Afrique, et anime par la suite Le Rendez-vous sur Djoma TV et en 2023 rejoint l'équipe de Le Chœur des Femmes sur Canal+, une émission donnant la parole aux femmes africaines,.
En plus de ses productions télévisées et documentaires, elle lance en 2023 une série de capsules humoristiques Taxi Clando, un concept innovant qui piège les passagers d’un taxi à Conakry avec des scénarios imprévus et des caméras cachées. En 2024, elle fait un documentaire sur La Grande Mamaya de Kankan.
Diaka Camara a également intégré le comité d'organisation de Miss Guinée en tant que présidente de la commission communication en 2023,.
En 2025, elle est nommée commissaire générale des 72h du Livre. Cette édition intitulée La Puissance Féminine met en lumière la littérature féminine et encourage la publication d'œuvres écrites par des femmespuis un film documentaire sur l'écrivain - Lamine Kapi Camara, l’homme et son destin, Film documentaire,.
Parallèlement, elle produit et anime On se dit tout, un podcast qui aborde les enjeux sociétaux africains, notamment l’entrepreneuriat féminin et la lutte contre les discriminations. Parmi ses invités figurent des personnalités influentes comme Azaya, Djelykababintou et Mimiche Diabaté.

### Philanthropie
En 2017, elle crée la fondation Diaka Camara pour l'éducation, l’éducation des jeunes filles,,,, l’aide aux familles vulnérables,,,,,, la lutte contre la violence basée sur le genre,, et le plaidoyer,.

## Prix et récompenses

### Nominée
- 2019 : Prix Katala d'Entrepreneur de l’année par Katala 224[42].

### Lauréats
- 2016 : Grand Prix Joséprod et Djassa d’Or, meilleure animatrice TV[réf. nécessaire].
- 2019 : Afrique au féminin[43],[44][Par qui ?]
- 2017 : Outstanding Female Leader par COPE Guinée[45].
- 2020 : Katala Covid-19 Heroes Award[42].
- 2020 et 2021 : Classée parmi les 500 Africains les plus influents par Tropic Magazine[46].

### Reconnaissances

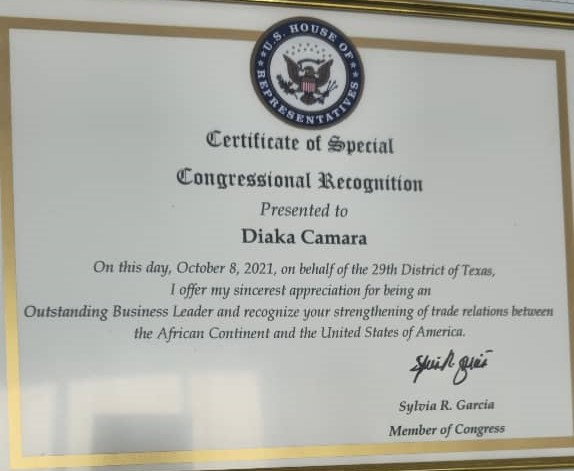

- 2021 : Reconnaissance du Congrès des États-Unis comme Outstanding Global Leader.
- Certificat de reconnaissance de la ville de Houston pour la campagne #BrisonsLeSilence contre les violences basées sur le genre[47].
- 2022 :  Classée parmi le Top 50 des personnalités les plus influentes de l’Afrique de l'ouest et du nord par Influence Magazine[48].
- 2023 : Lauréate du Feminia d'Or, distinguée parmi les 100 femmes les plus dynamiques de Guinée et d'Afrique de l'Ouest.[réf. nécessaire]

## Publications

### Œuvres
- 2025 : Le Leadership Authentique aux éditions l'Harmattan Guinée[49].

### Filmographie
- 2022 : Brisons le Silence, Court-métrage sur les violences basées sur le genre[14].
- 2024 :  La Grande Mamaya de Kankan, Documentaire.
- 2025 : Lamine Kapi Camara, l’homme et son destin, Film documentaire[23],[24].

## voir aussi
- Mimiche Diabaté
- Aminata Pilimini Diallo
- Hadja Idrissa Bah